# 中华人民共和国南京海事法院
中华人民共和国南京海事法院是中华人民共和国的一所海事法院。

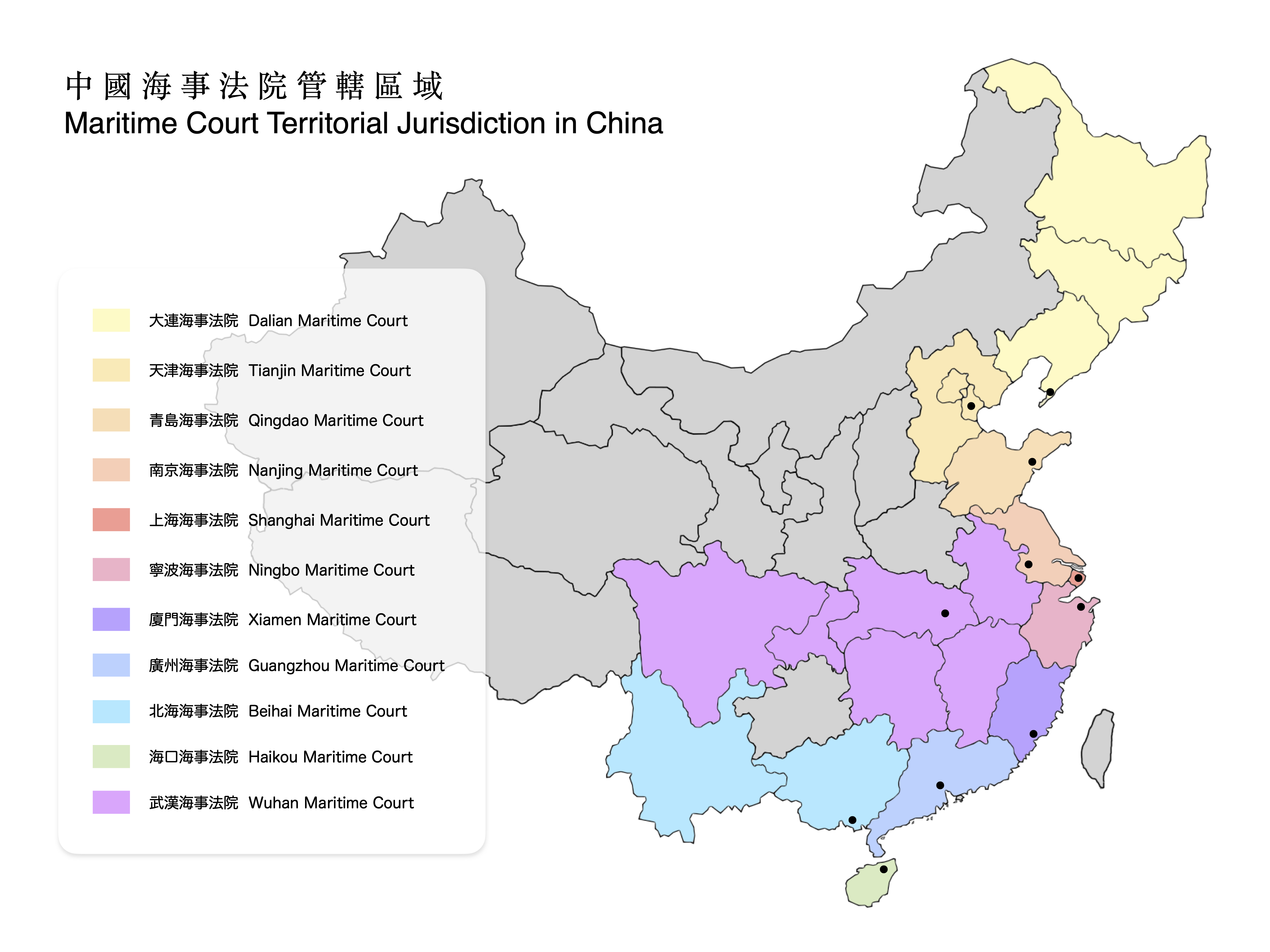
南京海事法院管辖区域主要为江苏省水域